# 奧蘭治鎮區 (印地安納州諾布爾縣)
奧蘭治鎮區（英語：Orange Township）是位於美國印地安納州諾布爾縣的一個行政鎮區。

## 地方資料
根據2010年美國人口普查的數據，奧蘭治鎮區的面積為93.70平方千米，當中陸地面積為89.80平方千米，而水域面積為3.90平方千米。當地共有人口3911人，而人口密度為每平方千米41.74人。